# 1883 no Brasil
Esta é uma cronologia dos fatos acontecidos no ano de 1883 no Brasil.

## Incumbentes
- Imperador – D. Pedro II (1831–1889)

## Eventos
- 21 de janeiro: Elias Augusto da Silva lança Reformador, a revista da Federação Espírita Brasileira.
- 24 de julho: O município de Campos dos Goytacazes, no estado do Rio de Janeiro, torna-se a primeira cidade da América Latina a ter iluminação pública.
- 30 de setembro: Mossoró, na província do Rio Grande do Norte, é a primeira cidade a libertar os escravos.[1]

## Nascimentos
- 18 de maio: Eurico Gaspar Dutra, ex-presidente do Brasil (m. 1974).
- 20 de junho: Oliveira Viana, historiador e jurista brasileiro (m. 1951).
- 15 de Setembro: Henrique José de Souza,  (m. 1963).
- 22 de outubro: Abílio Barreto, poeta do Brasil (m.1957).
- 13 de novembro: Mascarenhas de Moraes, marechal brasileiro (m. 1968).

## Mortes
- 11 de abril: Arsênio da Silva, pintor e fotógrafo brasileiro (n. 1833).
- 1 de maio: Qorpo Santo, dramaturgo brasileiro. (n. 1829).